# Konrad Abeltshauser
Konrad Abeltshauser (* 2. September 1992 in Bad Tölz) ist ein deutscher Eishockeyspieler, der seit Januar 2016 beim EHC Red Bull München aus der Deutschen Eishockey Liga (DEL) unter Vertrag steht und dort auf der Position des Verteidigers spielt. Mit den Münchenern gewann Abeltshauser insgesamt viermal die Deutsche Meisterschaft.

## Karriere
Abeltshauser stammt aus dem Nachwuchs des EC Bad Tölz, dem Verein seiner Geburtsstadt. Dort spielte er bis zum Ende der Saison 2008/09, die letzten zwei Jahre in der U18-Auswahl des Klubs in der Deutschen Nachwuchsliga (DNL). Nach einem guten Spieljahr 2008/09 mit 44 Punkten aus 36 Spielen wurde der Verteidiger Ende Juni im CHL Import Draft 2009 in der ersten Runde an 28. Stelle von den Halifax Mooseheads aus der Ligue de hockey junior majeur du Québec (LHJMQ) ausgewählt.

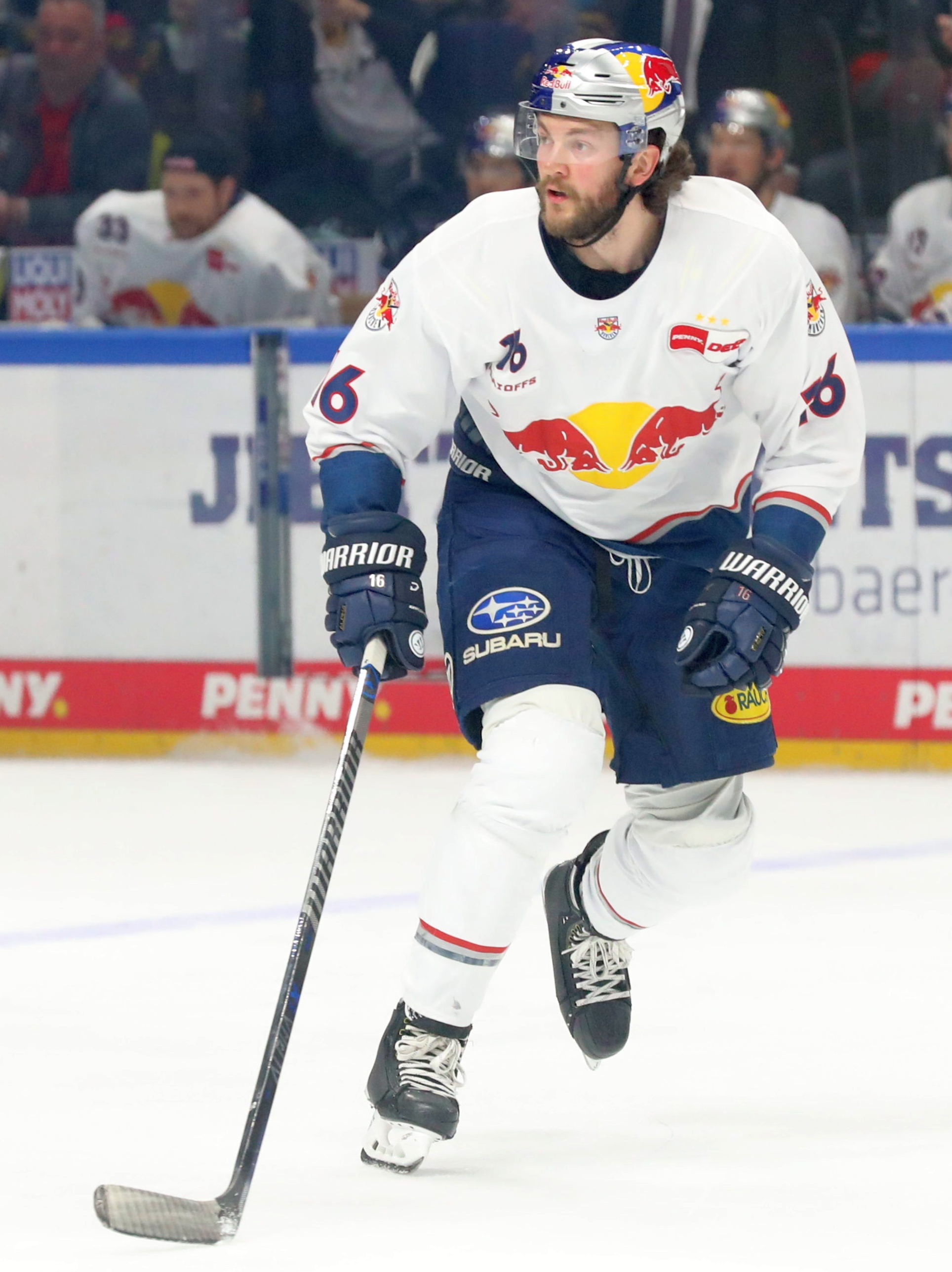
Abeltshauser im Trikot des EHC Red Bull München (2022)

Der Abwehrspieler wechselte zur Saison 2009/10 schließlich nach Übersee zu den Mooseheads. Dort sammelte Abeltshauser in 48 Partien zwar 25 Scorerpunkte, zeigte mit einer Plus/Minus von −13 aber noch erhebliche Probleme in seiner Defensivarbeit auf. Dennoch wurde der Deutsche im NHL Entry Draft 2010 in der sechsten Runde an 163. Position von den San Jose Sharks, die sich schon in der Vergangenheit des Öfteren die Transferrechte von jungen deutschen Spielern gesichert hatten, ausgewählt. Abeltshauser nahm schließlich im Herbst 2010 am saisonvorbereitenden Trainingslagers des Franchises aus der National Hockey League (NHL) teil, kehrte aber alsbald nach Halifax zurück. Dort setzte sich der Trend des Vorjahres fort. Er verbesserte sich offensiv, aber defensiv zeigte sich keine Verbesserung. Die San Jose Sharks behielten trotz der Stagnation ihre Option auf den Verteidiger und luden ihn im Herbst 2011 erneut ins Trainingslager ein, wo er einen guten Eindruck hinterließ. Der 19-Jährige einigte sich mit dem Klub aber darauf, eine weitere Spielzeit in der LHJMQ zu verbringen. Im April 2012 unterschrieb Abeltshauser einen Entry Level Contract bei den San Jose Sharks. Die Sharks setzten ihn vorerst bei ihren Farmteams, den Worcester Sharks aus der American Hockey League (AHL) und den Allen Americans aus der ECHL, ein. Mit den Americans gewann Abeltshauser 2015 den Kelly Cup.
Im Juni 2015 gaben ihn die Sharks für ein erfolgsabhängiges Siebtrunden-Wahlrecht im NHL Entry Draft 2016 an die St. Louis Blues ab. Diese setzten ihn bei ihrem AHL-Farmteam, den Chicago Wolves ein, wo der Verteidiger allerdings nur unregelmäßig zum Einsatz kam. Im Januar 2016 verständigte man sich darauf, seinen Vertrag aufzulösen, sodass er sich wenige Tage später dem EHC Red Bull München anschloss, mit dem er in derselben Saison Deutscher Meister wurde. Ihm wurde im Anschluss an die Hauptrunde 2016/17 als DEL-Verteidiger des Jahres ausgezeichnet und mit der Mannschaft verteidigte er die Deutsche Meisterschaft in den folgenden beiden Spielzeiten. Es folgten in den Jahren 2019 und 2022 jeweils die Vizemeisterschaft nach Niederlagen in der Finalserie, ehe der Verteidiger am Ende der Saison 2022/23 seinen vierten Meistertitel mit dem Team feiern konnte.

### International

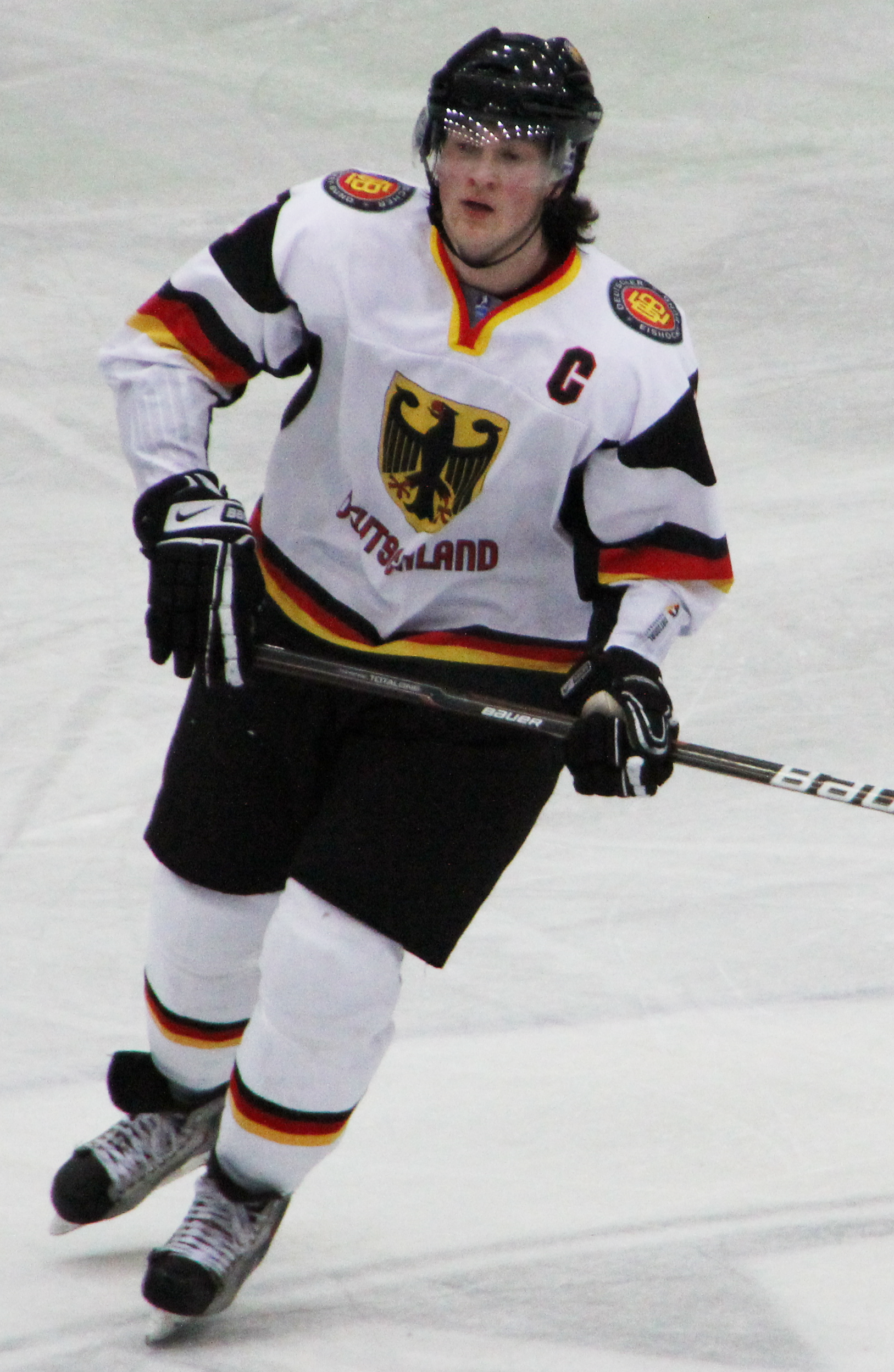
Abeltshauser bei der U20-Junioren-Weltmeisterschaft der Division IA 2012

Abeltshauser vertrat sein Heimatland bei der World U-17 Hockey Challenge 2009, der U18-Junioren-Weltmeisterschaft 2009, der U20-Junioren-Weltmeisterschaft der Division I 2010, der U18-Junioren-Weltmeisterschaft der Division I 2010, der U20-Junioren-Weltmeisterschaft 2011 und U20-Junioren-Weltmeisterschaft der Division IA 2012.
Im Jahr 2010 schaffte er sowohl mit der U20- als auch U18-Auswahl den Aufstieg aus der Division I in die Top-Division. Nach dem direkten Wiederabstieg mit der U20-Mannschaft im Jahr 2011, gelang im WM-Jahr 2012 – als er Mannschaftskapitän des Teams war – erneut der Aufstieg. Beim Aufstieg mit der U18-Auswahl im Jahr 2010 war er mit elf Scorerpunkten der punktbeste Verteidiger des Turniers. Gleiches wiederholte er bei der U20-Junioren-Weltmeisterschaft der A-Gruppe der Division I 2012 und wurde zudem auch zum besten Verteidiger des Turniers und besten Spieler seiner Mannschaft gewählt. Des Weiteren erreichte er bei den U20-Junioren-Weltmeisterschaften der Jahre 2010 und 2012 jeweils die beste Plus/Minus-Statistik des Turniers.

## Erfolge und Auszeichnungen
| - 2013 Plaque joueur humanitaire - 2013 LHJMQ Second All-Star-Team - 2013 Coupe-du-Président-Gewinn mit den Halifax Mooseheads - 2013 Memorial-Cup-Gewinn mit den Halifax Mooseheads - 2013 Memorial Cup All-Star-Team - 2015 Kelly-Cup-Gewinn mit den Allen Americans - 2016 Deutscher Meister mit dem EHC Red Bull München | - 2017 DEL-Verteidiger des Jahres - 2017 Deutscher Meister mit dem EHC Red Bull München - 2018 Deutscher Meister mit dem EHC Red Bull München - 2019 Deutscher Vizemeister mit dem EHC Red Bull München - 2022 Deutscher Vizemeister mit dem EHC Red Bull München - 2023 Deutscher Meister mit dem EHC Red Bull München |

### International
| - 2010 Aufstieg in die Top-Division bei der U20-Junioren-Weltmeisterschaft der Division I, Gruppe A - 2010 Beste Plus/Minus-Bilanz bei der U20-Junioren-Weltmeisterschaft der Division I, Gruppe B - 2010 Aufstieg in die Top-Division bei der U18-Junioren-Weltmeisterschaft der Division I, Gruppe B | - 2012 Aufstieg in die Top-Division bei der U20-Junioren-Weltmeisterschaft der Division I, Gruppe A - 2012 Bester Verteidiger bei der U20-Junioren-Weltmeisterschaft der Division I, Gruppe A - 2012 Beste Plus/Minus-Bilanz bei der U20-Junioren-Weltmeisterschaft der Division I, Gruppe A |

## Karrierestatistik
Stand: Ende der Saison 2024/25

### International
Vertrat Deutschland bei:
| - World U-17 Hockey Challenge 2009 - U18-Junioren-Weltmeisterschaft 2009 - U20-Junioren-Weltmeisterschaft der Division I 2010 - U18-Junioren-Weltmeisterschaft der Division I 2010 | - U20-Junioren-Weltmeisterschaft 2011 - U20-Junioren-Weltmeisterschaft der Division IA 2012 - Weltmeisterschaft 2017 - Olympischen Winterspielen 2022 |

(Legende zur Spielerstatistik: Sp oder GP = absolvierte Spiele; T oder G = erzielte Tore; V oder A = erzielte Assists; Pkt oder Pts = erzielte Scorerpunkte; SM oder PIM = erhaltene Strafminuten; +/− = Plus/Minus-Bilanz; PP = erzielte Überzahltore; SH = erzielte Unterzahltore; GW = erzielte Siegtore; 1 Play-downs/Relegation; Kursiv: Statistik nicht vollständig)